# Jonas Kaufmann (Schauspieler)
Jonas Kaufmann (* 20. Juni 2003 in Attendorn) ist ein deutscher Schauspieler.

## Leben
Jonas Kaufmann spielte 2019/2020 in der deutschen Fernsehserie Schloss Einstein in den Staffeln 22 und 23 den Sportinternatsschüler und 400m-Staffelläufer Till Hainzinger.
2020 stand er für den Kurzfilm Vampirates vor der Kamera, der im Rahmen des Förderprogramms „mediatalents Niedersachsen“ im Juni 2020 auf Schloss Marienburg gedreht wurde. Der Cast rekrutierte sich mehrheitlich aus ehemaligen und aktuellen Schloss-Einstein-Hauptdarstellern wie Luna Kuse, Holly Geddert, Noel Okwanga und Selma Kunze. Vampirates wurde im April 2021 auf YouTube erstveröffentlicht. Jonas Kaufmann spielte darin die Hauptrolle des Raynold Royster Remchain. Zwei Monate nach der Veröffentlichung waren die Videos bereits fast 5000 Mal aufgerufen worden.
2021 spielte Jonas Kaufmann an der Bayerischen Staatsoper im Rahmen des Projekts „Oper für alle – Richard Wagner“ den Tristan in einer Bühnenaufzeichnung von Tristan und Isolde. Ruth Olshan besetzte Kaufmann in der Rolle des jungen attraktiven Rocco, in den sich die weibliche Hauptfigur Meeri verliebt, in dem deutsch-luxemburgisch-schweizerisch-niederländischen Coming-of-Age-Film Himbeeren mit Senf, der im April 2021 in die Kinos kam.
2023 gab Kaufmann mit der Dokumentation Der Kern, der dich zusammenhält sein Regiedebüt.
In Patrick Büchtings Filmdebüt Morgen irgendwo am Meer (2023) spielte er in einer der Hauptrollen den jungen Schulabgänger Konrad, einen von vier Jugendlichen, die nach ihrer Schulzeit aus unterschiedlichen Gründen gemeinsam zu einer Reise nach Lissabon aufbrechen. 
In der 17. Staffel der TV-Serie Der Bergdoktor (2024) übernahm er eine Episodenhauptrolle als 16-jähriger Schüler Lennart Neumüller, der als DJ und Klubmusiker erste Erfolge feiern kann. Seit der 9. Staffel der ARD-Fernsehserie Tierärztin Dr. Mertens (2025) ist er als Praktikant Philippe „Phil“ Schröder im Leipziger Zoo in einer durchgehenden Rolle zu sehen.
Er lebte bis 2022 in Attendorn im Sauerland. Dort besuchte er bis 2021 das katholische St.-Ursula-Gymnasium und spielte in der Theater- und Musical-AG der Schule mit. Mittlerweile lebt und arbeitet er in Berlin.

## Filmografie
- 2019–2020: Schloss Einstein (Fernsehserie)
- 2021: Vampirates (Kurzfilm)
- 2021: Himbeeren mit Senf
- 2023: Like a Loser (Fernsehserie, zwei Folgen)
- 2023: Morgen irgendwo am Meer
- 2023: Der Kern, der dich zusammenhält
- 2024: Der Bergdoktor (Fernsehserie, Folge Schuld)
- 2025: Tierärztin Dr. Mertens (Fernsehserie)